# Chiconamel, San Luis Potosí
Chiconamel är en ort i Mexiko.   Den ligger i kommunen Tampacán och delstaten San Luis Potosí, i den sydöstra delen av landet, 220 km norr om huvudstaden Mexico City. Chiconamel ligger 252 meter över havet och antalet invånare är 1 236.
Terrängen runt Chiconamel är huvudsakligen kuperad, men norrut är den platt. Runt Chiconamel är det ganska tätbefolkat, med 80 invånare per kvadratkilometer. Närmaste större samhälle är Tampacan, 3,9 km norr om Chiconamel. I omgivningarna runt Chiconamel växer huvudsakligen savannskog.